# Trương Bảy
Trương Bảy (1930 – 2013), nguyên là một sĩ quan cao cấp trong ngành Tiếp vận của Quân lực Việt Nam Cộng hòa. Sau chuyến sang ngành Cảnh lực, cấp bậc Chuẩn tướng. Ông xuất thân từ khóa đầu tiên của trường Sĩ quan Trừ bị do Chính phủ Quốc gia Việt Nam được sự hỗ trợ của Quân đội Pháp mở ra ở miền Nam với mục đích đào tạo sĩ quan phục vụ cho Quân đội Liên hiệp Pháp. Ra trường ông được chọn về ngành Tiếp vận và đã phục vụ ở ngành chuyên môn này một thời gian dài. Sau biệt phái sang Bộ Nội vụ được cử giữ chức vụ cao trong Bộ Tư lệnh Cảnh sát Quốc gia.

## Tiểu sử & Binh nghiệp
Ông sinh vào tháng 6 năm 1930, trong một gia đình điền chủ khá giả tại Bến Tre, miền tây Nam phần Việt Nam. Năm 1950, ông tốt nghiệp Trung học chương trình Pháp tại Cần Thơ với văn bằng Tú tài bán phần (Part I).

### Quân đội Quốc gia Việt Nam
Cuối năm 1951, thi hành lệnh động viên của Chính phủ Quốc gia Việt Nam, ông nhập ngũ vào Quân đội Quốc gia, mang số quân: 50/119.262. Theo học khóa 1 Lê Văn Duyệt tại trường Sĩ quan Trừ bị Thủ Đức, khai giảng ngày 1 tháng 10 năm 1951. Ngày 1 tháng 6 năm 1952 mãn khóa tốt nghiệp với cấp bậc Thiếu úy. Ra trường, ông được chọn về phục vụ ngành Tiếp vận. Sau Hiệp định Genève 20 tháng 7 năm 1954, ông được thăng cấp Trung úy tại nhiệm.

### Quân đội Việt Nam Cộng hòa
Đầu năm 1956, sau khi từ Quân đội Quốc gia chuyển sang phục vụ Quân đội Việt Nam Cộng hòa của nền Đệ Nhất Cộng hòa một thời gian ngắn, ông được thăng cấp Đại úy và được cử làm Phó Phòng 4 trong Bộ Tổng tham mưu.
Tháng 10 năm 1960, ông được thăng cấp Thiếu tá, thuyên chuyển ra Vùng 2 chiến thuật giữ chức vụ Chỉ huy trưởng Bộ chỉ huy Tiếp vận 2, Binh sở đặt tại Quy Nhơn.
Tháng 6 năm 1965, sau khi nền Đệ nhị Cộng hòa đổi danh xưng Quân đội thành Quân lực Việt Nam Cộng hòa, ông được thăng cấp Trung tá tại nhiệm và chuyển về Vùng 3 chiến thuật giữ chức vụ Chỉ huy trưởng Bộ chỉ huy Tiếp vận 3 tại Biên Hòa. Tháng giêng năm 1967, ông được thăng cấp Đại tá tại nhiệm và được chuyển về Trung ương giữ chức vụ Cục trưởng cục Mãi dịch trực thuộc Tổng cục Tiếp vận. Tháng 8 năm 1968, ông được cử đi du học lớp Tham mưu cao cấp (khóa 1968 – 1969) thụ huấn 42 tuần tại trường Chỉ huy và Tham mưu Fort Leavenworth thuộc Kansas, Hoa Kỳ. Tháng 7 năm 1969 mãn khóa về nước, tái nhiệm chức vụ cũ. Đầu năm 1971, ông được cử vào chức vụ Tổng cục phó Tổng cục Tiếp vận.

### Biệt phái qua Bộ Nội vụ
Ngày Quân lực 19 tháng 6 năm 1972, ông nhận sự vụ lệnh của Bộ Tổng tham mưu biệt phái sang Bộ Nội vụ và được bổ nhiệm làm Phụ tá Đặc biệt Tư lệnh Cảnh sát Quốc gia (CSQG), Đặc trách bộ phận Điều hành tổng quát.

## 1975
Đầu tháng 2, ông được thăng cấp Chuẩn tướng CSQG tại nhiệm.
Ngày 30 tháng 4, ông cùng gia đình di tản khỏi Việt Nam. Sau đó sang định cư tại San Jose, Tiểu bang California, về sau chuyển sang Tiểu bang Florida, Hoa Kỳ.
Ngày 17 tháng 1 năm 2013, ông từ trần tại nơi định cư. Hưởng thọ 83 tuổi.